# Herina narytia
Herina narytia är en tvåvingeart som först beskrevs av Walker 1849.  Herina narytia ingår i släktet Herina och familjen fläckflugor. Inga underarter finns listade i Catalogue of Life.